# Пероральный приём лекарственных средств

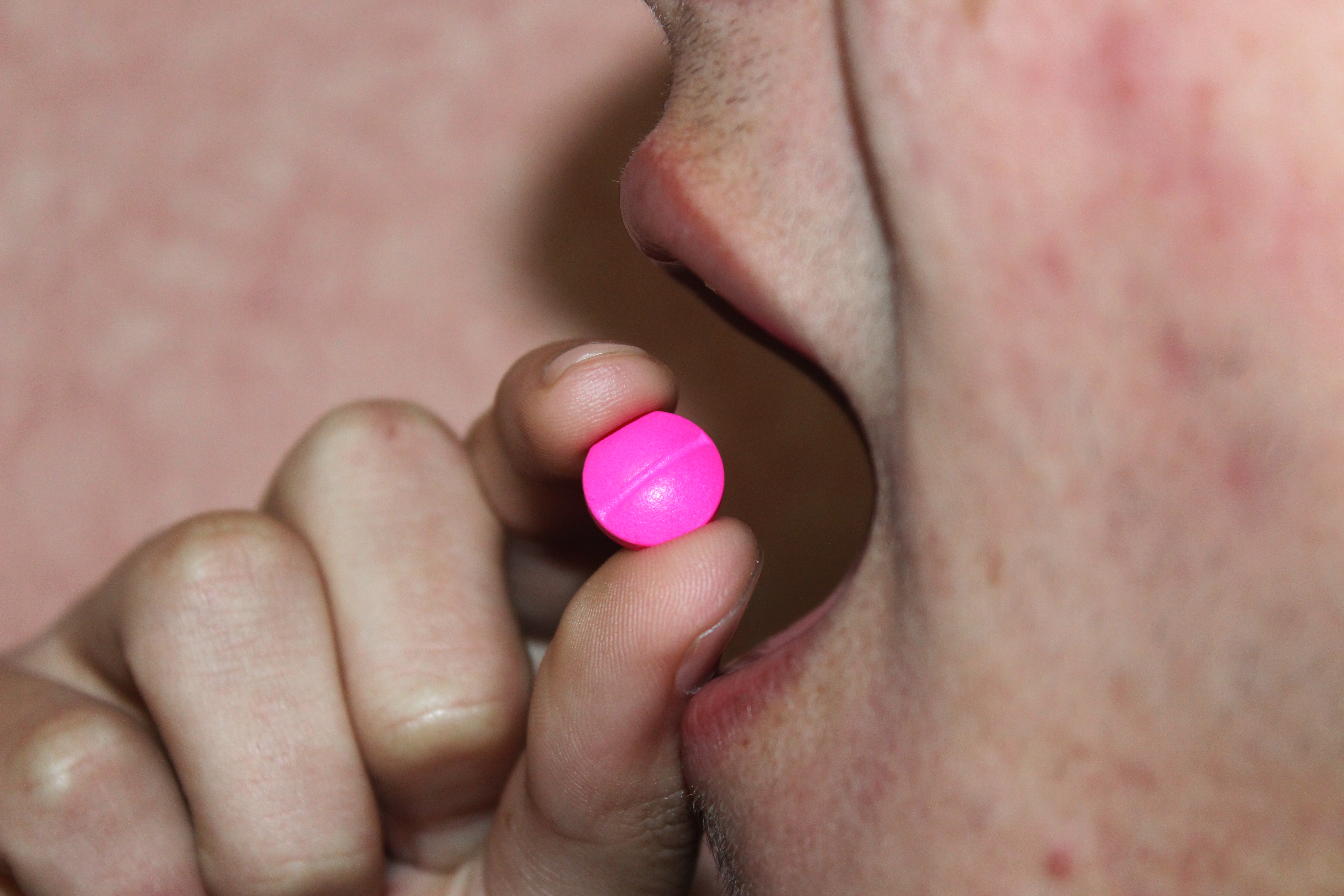
Пероральный приём таблетки

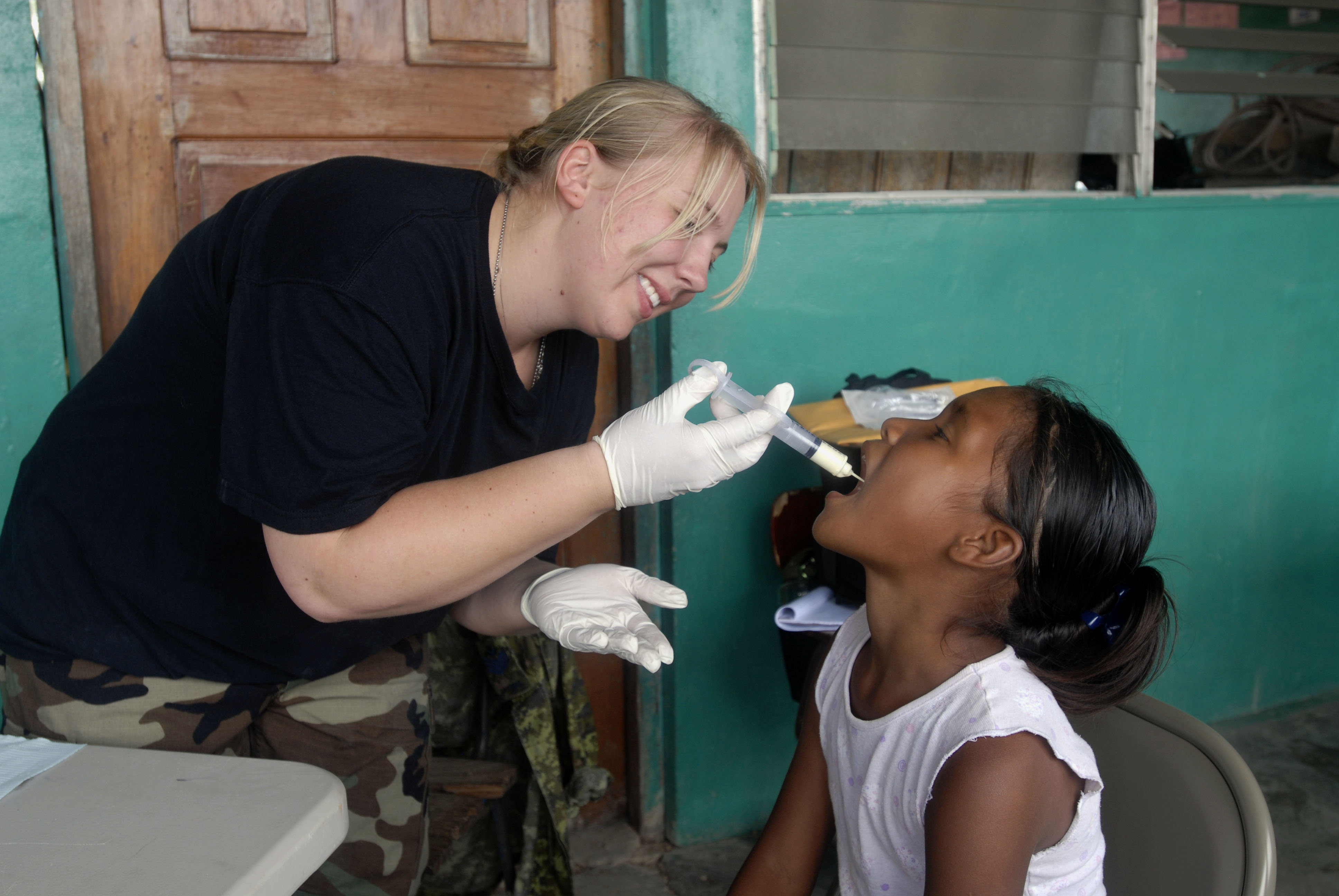
Пероральный приём жидкого лекарства

Перора́льный приём лека́рственных средств — приём лекарства через рот (лат. per os, oris), путём проглатывания лекарства.
Преимущественно приём лекарственных средств данным способом назначают для лекарств, которые хорошо всасываются слизистой оболочкой желудка или кишечника. При лечении заболеваний органов пищеварения в некоторых случаях, напротив, применяются плохо всасывающиеся лекарственные препараты, что позволяет достичь их высокой концентрации в желудочно-кишечном тракте и получить хороший местный эффект без побочных реакций.
Недостатки:
- более медленное, чем при других способах приёма лекарств, развитие терапевтического эффекта;
- скорость и полнота всасывания (биодоступность) индивидуальны для каждого пациента, так как на них оказывают влияние пища, органическое и функциональное состояние ЖКТ, приём других лекарственных препаратов;
- пероральный приём неэффективен для лекарственных препаратов, плохо всасывающихся или разрушающихся в органах ЖКТ, образующих неэффективные метаболиты при прохождении через печень или оказывающих выраженное раздражающее действие;
- пероральный приём затруднён или невозможен при рвоте, в бессознательном состоянии больного.

Лекарственные формы для перорального применения
Основными лекарственными формами для перорального применения являются растворы, порошки, таблетки, капсулы и пилюли. Также существуют лекарственные формы (например, таблетки с многослойными оболочками), при приёме которых действующий препарат высвобождается дольше обычного (по сравнению с обычными лекарственными формами), что позволяет продлить терапевтический эффект.
Большинство лекарственных препаратов при пероральном применении следует запивать большим количеством жидкости. При приёме некоторых лекарств в лежачем положении они могут задерживаться в пищеводе и вызывать изъязвление, поэтому необходимо запивать таблетки и капсулы водой.
Разновидностью перорального приёма средств являются:
- сублингвальный приём препаратов — препарат не заглатывается, а рассасывается под языком;
- трансбуккальный приём препаратов — препарат не заглатывается, а рассасывается в щёчном кармане (между десной с зубами и щеками);
- зондовое введение при желудочном и дуоденальном зондированиях, к примеру при промываниях желудка, энтеральном питании.